# (27184) Ciabattari
(27184) Ciabattari est un astéroïde de la ceinture principale.

## Description
(27184) Ciabattari est un astéroïde de la ceinture principale. Il fut découvert le 8 février 1999 à Monte Agliale par Sauro Donati. Il présente une orbite caractérisée par un demi-grand axe de 2,90 UA, une excentricité de 0,08 et une inclinaison de 2,1° par rapport à l'écliptique.